# Chinius barbazani
Chinius barbazani är en tvåvingeart som beskrevs av Depaquit 2006. Chinius barbazani ingår i släktet Chinius och familjen fjärilsmyggor.
Artens utbredningsområde är Thailand. Inga underarter finns listade i Catalogue of Life.